# Diakrostych
Diakrostych – rodzaj zadania szaradziarskiego, podobny do szyfrogramu.
Diagram diakrostychu składa się z numerowanych pól, do których przenosi się litery odgadywanych wyrazów. Te tworzą jedną część rozwiązania, która najczęściej jest fragmentem wiersza. Drugą część rozwiązania – zwykle imię i nazwisko autora, tytuł wiersza – tworzą określone litery wyrazów pomocniczych. W kratkach są też wydrukowane litery wskazujące z którego zgadywanego słowa litera pochodzi – ułatwia to korektę błędnych wpisów.
W diakrostychu najczęściej obowiązuje zasada nieużywania nazw własnych w funkcji wyrazów pomocniczych. Zdarzają się jednak publikacje łamiące tę zasadę. Ta różnica stanowisk znalazła swe odbicie w jednym z numerów „Rozrywki” (3/2004), gdzie zamieszczono „diakrostych z przypisem” – wśród słów pomocniczych znalazła się jedna nazwa własna, a redakcja zachęcała czytelników do zabrania głosu w dyskusji.

## Przykład i sposób rozwiązywania

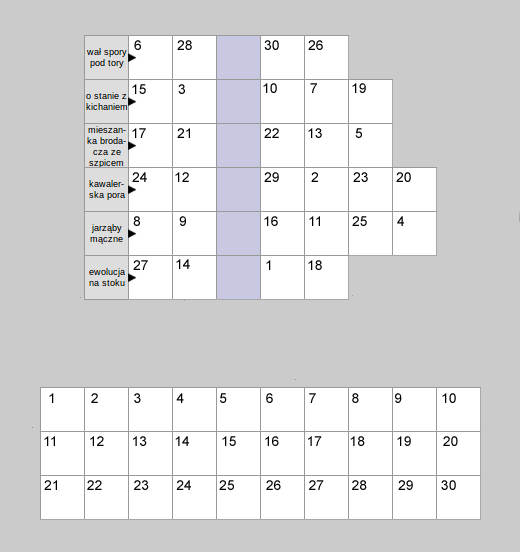
Zadanie
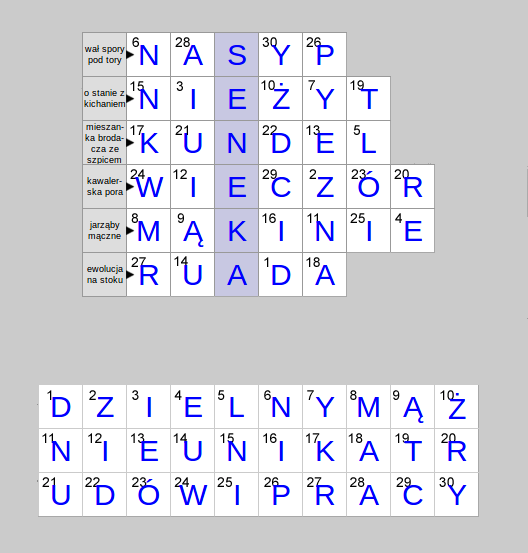
Rozwiązanie. Po przeniesieniu liter wyrazów odgadniętych w górnej części diagramu do części dolnej, powstaje pierwsza część rozwiązania „Dzielny mąż nie unika trudów pracy”, drugą część wyznaczają zaznaczone litery - „Seneka”[1].